# Erik Šmit
Erik Emerson Šmit (rođen 27. aprila 1955) američki je biznismen i bivši softverski inženjer koji je služio kao CEO u Guglu od 2001 do 2011 i kao izvršni predsednik kompanije od 2011 do 2015. Takođe je bio izvršni predsednik matične kompanije Alphabet Inc. od 2015. do 2017. i tehnički savetnik u Alfabetu od 2017. do 2020. godine. U aprilu 2022, Bloomberg Billionaires Index je procenio njegovu neto vrednost na 25,1 milijardu dolara.
Kao pripravnik u Bel Labsu, Šmit je 1975. bio koautor Leks-a, softverskog programa za generisanje leksičkih analizatora za operativni sistem Unix računara. Od 1997. do 2001. bio je glavni izvršni direktor (CEO) Novela. Šmit je služio u raznim drugim odborima u akademskim krugovima i industriji, uključujući odbore poverenika za Univerzitet Karnegi Melon, Epl, Univerzitet Prinston, i kliniku Mejo. Takođe poseduje manjinski udeo u Vašington komandersima Nacionalne fudbalske lige (NFL).
Tokom 2008. godine, tokom svog mandata kao predsedavajući Gugla, Šmit je vodio kampanju za Baraka Obamu, a potom je postao član Obaminog Predsedničkog saveta za nauku i tehnologiju. U međuvremenu, Šmit je napustio Gugl i osnovao filantropsko preduzeće Schmidt Futures 2017. Tokom njegovog mandata, Schmidt Futures je obezbedio nadoknadu za dva zaposlena u naučnoj kancelariji u Uredu za nauku i tehnološku politiku. U oktobru 2021. Šmit je osnovao Projekat specijalnih konkurentskih studija (SCSP) i od tada je bio njegov predsedavajući. Šmit je imao veliki uticaj na naučnu politiku Bajdenove administracije nakon 2021. godine, posebno na oblikovanje politike o veštačkoj inteligenciji.

## Spoljašnje veze
- Erik Šmit na veb-sajtu  (jezik: engleski)
- Erik Šmit na sajtu  (jezik: engleski)
- „Prikuljene vijesti i komentari o članku Erik Šmit”. The Guardian.
- Eric Schmidt speaks as part of NASA 50 years Lecture series na sajtu  (January 17, 2008)
- Mobile World Congress 2010 Keynote: Eric Schmidt, CEO, Google[мртва веза] (February 2010)
- How Google Works (The best ideas, by TECHmED)